# 恐怖女子高校 不良悶絶グループ
『恐怖女子高校 不良悶絶グループ』（ きょうふじょしこうこう ふりょうもんぜつグループ）は、1973年に製作された日本映画。志村正浩監督作品。恐怖女子高校シリーズ第3作。

## キャスト
- 聖愛女子学園3年D組(恐竜会)
  - 野中鷹子(恐竜会番長(元紅ばら会番長)・ハヤブサお鷹)：池玲子
  - 山崎リンダ(メリケンリンダ)：叶優子
  - 奈良吹子：一の瀬玲奈
  - 熊谷テレサ(黒人のハーフ)：ベラ・シーム
  - エミリー(白人のハーフ)：鈴木サチ
  - 沖順子(電車で裸にされる)：早乙女りえ
  - 園井圭子：愛田純
- 聖愛女子学園3年A組(紅ばら会)
  - 速水絹枝(紅ばら会副番・現番長)：衣麻遼子
  - 赤坂まり(トイレでヤキ入れられる)：碧川ジュン
  - 神田麻子(トイレでヤキ入れられる)：城恵美
  - 波多野光子：芹明香
  - 小池和子：春日朱美
  - 三浦ユリ子：司京子
- 聖愛女子学園職員
  - 二階堂寛(学園長)：遠藤辰雄
  - 多田ヤス(教頭)：京町一代
  - 大庭正秋(3年D組担任・マゾ教師)：大泉滉
  - 小笠原文子(3年A組担任)：松村康世
  - 教師：波多野博
  - 教師：森源太郎
- 聖愛女子学園父兄
  - 野中信孝(鷹子の父・市会議員)：中村錦司
  - 野中紀代子(鷹子の母)：三原葉子
  - 山崎敏江(リンダの母)：星美智子
  - 熊谷ユメ(テレサの母・バーホステス)：松井康子
- 速水グループ
  - 速水勇策(学園会長・絹枝の父)：名和宏
  - 北川(速水の手下)：岩尾正隆
  - 徳丸(速水の手下)：川谷拓三
  - G・H・シェパード(米軍上官・速水の麻薬取引相手)：マイク・ダーニン
  - ニック(シェパードの部下・レイプ米兵)：ユセフ・オスマン
  - バーブ(シェパードの部下・メガネ米兵)：ヘルムト・ベンケ
  - 米兵：ロバート・ストーリー
  - 米兵：フレッド・ボサード
- その他
  - 尾形二郎(ダンプ運転手・雪子の弟)：白石襄
  - 尾形雪子(速水勇策の秘書)：？
  - 歌手：愛川まこと
  - 司会者：畠山麦
  - バーテン：大月正太郎
  - 医者：有島淳平
  - 看護婦：丸平峰子
  - 西園寺美也(紅ばら会前番長・新人歌手)：太田美鈴[1]
  - 星野美恵子、林三恵、那須伸太朗
- 以下ノンクレジット
  - バーテン：奈辺悟
  - 教師：小田真士
  - 看護婦：丸平峰子
  - 子分：木谷邦臣、小峰隆司、福本清三、平河正雄、藤長照夫、細川純一

## シリーズ
- 第1作『恐怖女子高校 女暴力教室』
- 第2作『恐怖女子高校 暴行リンチ教室』
- 第4作『恐怖女子高校 アニマル同級生』

## 同時上映
『まむしの兄弟 恐喝三億円』
- 主演：菅原文太、川地民夫
- 『まむしの兄弟』シリーズ第6作。